# Steven Williams
Steven Williams (Kingsport, Tennessee; 7 de enero de 1949) es un actor estadounidense que ha protagonizado muchas películas e incontables shows de televisión.

## Biografía
Nació el 7 de enero de 1949 en Kingsport (Tennessee) y creció en Gate City (Virginia).
Es conocido por su papel como el capitán Adam Fuller en la serie de televisión 21 Jump Street (de Fox Network) entre 1987 y 1991.
Williams también hizo el papel del teniente Burnett en la serie dramática The Equalizer (de CBS) en 1999.
En 1996 interpretó al detective August Brooks en la serie de TV L. A. Heat (de TNT).
También tuvo un papel recurrente como el Sr. X en la serie televisiva de ciencia ficción The X-Files (de Fox).
Más tarde hizo el papel de Russel A. Lincoln en Linc's.
Williams también hizo apariciones estelares en muchos shows de televisión:
- The Dukes of Hazzard
- The X Files.
- The A-Team
- Booker
- Veronica Mars
- Stargate SG-1
- Martin
- MacGyver
- The Bernie Mac Show.
- 21 Jump Street.
- Supernatural (2008-2011) como Rufus.

Steven Williams es tío del dibujante de cómics Aaron Williams.

## Filmografía
- 2020: Locke & Key
- 2017: It (Eso) como Leroy Hanlon
- 2015: The Leftovers, 2ª temporada, episodios 1 y 9
- 2014: Bones 10.ª temporada, episodio 11
- 2006: Firetrap como jefe de bomberos Sheehan
- 2005-?: Rufus (Serie TV sobrenatural)
- 2005: Crimson Force (TV)
- 2003: DarkWolf
- 2001: Guarding Eddy
- 2002: La verdad (final de la serie de TV The X-Files)
- 2001: Route 666
- 2000: The Elite
- 1996-1998: L.A. Heat (serie de televisión)
- 1997: Area 51: The Alien Interview
- 1995: Bloodfist VII: Manhunt
- 1994: Corrina, Corrina
- 1993: Jason Goes to Hell: The Final Friday
- 1991: The 100 Lives of Black Jack Savage
- 1990: The Whereabouts of Jenny (TV)
- 1990: The Court-Martial of Jackie Robinson (TV)
- 1988: Under the Gun
- 1986: House
- 1985: Better Off Dead
- 1985: Missing in Action 2: The Beginning
- 1983: Twilight Zone: The Movie
- 1983: Doctor Detroit
- 1980: The Blues Brothers
- 1975: Cooley High